# Baebius Diomedes
Baebius Diomedes war ein antiker römischer Toreut (Metallbildner), der im 1. Jahrhundert wahrscheinlich in Norditalien tätig war.
Baebius Diomedes ist heute nur noch aufgrund eines Signaturstempels auf einer Kasserolle aus Bronze bekannt. Diese wurde in Pompeji gefunden und befindet sich heute im Archäologischen Nationalmuseum Neapel.

## Einzelbelege
1. ↑  Inventarnummer ?; Richard Petrovszky: Studien zu römischen Bronzegefäßen mit Meisterstempeln. Leidorf, Buch am Erlbach 1993, S. 211, Nr. B.01.01.

| Personendaten    | Personendaten                              |
| ---------------- | ------------------------------------------ |
| NAME             | Baebius Diomedes                           |
| ALTERNATIVNAMEN  | Diomedes, Baebius                          |
| KURZBESCHREIBUNG | antiker römischer Toreut                   |
| GEBURTSDATUM     | 1. Jahrhundert v. Chr. oder 1. Jahrhundert |
| STERBEDATUM      | 1. Jahrhundert oder 2. Jahrhundert         |